# Johann II. (Vendôme)
Johann II. († 1211) war ein Graf von Vendôme aus dem Haus Preuilly. Er war ein Sohn des Raoul von Vendôme und folgte 1202 seinem Großvater Burchard IV. als Graf nach.
Johann war noch unmündig, weshalb sein Großonkel Gottfried von Lavardin die Vormundschaft über ihn wahrnahm. Im März 1203 huldigte er gegenüber König Philipp II. August von Frankreich, womit er der bereits im Jahr zuvor erfolgten Enteignung des englischen Königs Johann Ohneland Rechnung trug, der in seiner Eigenschaft als Graf von Anjou bis dahin der Lehnsherr von Vendôme gewesen war.
Da Johann II. nicht verheiratet war, folgte ihm bei seinem Tod um 1211 sein Onkel Johann III. nach.

## Einzelnachweis
1. ↑  Catalogue des actes de Philippe Auguste, hrsg. von Léopold Delisle (1856), Nr. 752, S. 173